# Oranjepartij
De Oranjepartij was een coalitie van prinsgezinden (of Orangisten) en staatsgezinden die zich in de tweede helft van de 18e eeuw vormde als tegenhanger van de patriotten.
De oranjegezinden, door hun tegenstanders als oranjeklanten of oranjekraaiers aangeduid, speelden een rol van 1785-1787. In het laatste jaar stortte de patriottische beweging in door de Pruisische inval die de Oranjerestauratie bewerkstelligde, en vele patriotten vluchtten toen naar Frankrijk, waarmee de oranjegezinden het pleit leken te hebben gewonnen.
Belangrijke leiders van de oranjegezinden waren: Sigismund Pieter Alexander van Heiden (1740-1806), drost van Drenthe en kamerheer van stadhouder Willem V, en Petrus Hofstede. De oranjegezinden kwamen bijeen in oranjesociëteiten. Het conservatieve gezelschap vormde een bondgenootschap met laagopgeleide arbeiders.
De komst van de Fransen in 1795, en met hen de terugkeer van de uitgeweken patriotten, maakte een einde aan dit alles.